# Bathycuma declinatum
Bathycuma declinatum is een zeekommasoort uit de familie van de Bodotriidae. De wetenschappelijke naam van de soort is voor het eerst geldig gepubliceerd in 1989 door Gamo.